# Li Ju
Li Ju (22 de Janeiro de 1976) é uma mesa-tenista chinesa com vários títulos em Campeonatos Mundiais, Jogos Olímpicos e Campeonatos Asiáticos.